# BTS (groupe)
Ne doit pas être confondu avec Brevet de technicien supérieur.
Pour les articles homonymes, voir BTS.
Cette page contient des caractères spéciaux ou non latins. S’ils s’affichent mal (▯, ?, etc.), consultez la page d’aide Unicode.
BTS (hangeul : 방탄소년단, japonais : 防弾少年団 (Bōdan Shōnendan) ; chinois : 防弹少年团, pinyin : Fángdàn Shàonián Tuán), aussi connu sous le nom de Bangtan Boys/ Bangtan Sonyeondan est un groupe sud-coréen de K-pop, originaire de Séoul. Il est formé en 2013 par Big Hit Entertainment et se compose de sept membres : Jin, Suga, J-Hope, RM, Jimin, V et Jungkook.
Le nom du groupe, Bangtan Sonyeondan, est un mélange de « 방탄 » qui signifie « pare-balles » et « 소년단 » qui signifie « boy scouts ». Ils débutent en juin 2013 avec la chanson No More Dream de leur premier album, 2 Cool 4 Skool. Ils remportent le prix du « nouvel artiste de l'année » lors des MelOn Music Awards 2013, des Golden Disc Awards 2013 et des Seoul Music Awards 2014, où ils gagneront deux bonsang (« grands prix ») . En 2016,  le groupe gagne son premier daesang (« prix principal ») en étant élu artiste de l'année aux Mnet Asian Music Awards.
En juin 2017, BTS est nommé comme étant l'une des vingt-cinq personnalités les plus influentes d'Internet par le Time. Leur EP Love Yourself: Her est le plus vendu de l'année 2017. En février 2018, le remix de MIC Drop en collaboration avec Steve Aoki fait d'eux le premier groupe sud-coréen à être certifié disque d'or par la RIAA.
Le groupe est l'auteur de plusieurs musiques composées pour des publicités pour de grandes marques telles que Mattel, Coca-Cola, Hyundai ou Puma.
BTS détient plusieurs records dans le Livre Guinness des records avec le plus de retweets sur Twitter et le plus de vues sur YouTube en moins de vingt-quatre heures avec plus de 108,2 millions de vues pour leur clip Butter en 2021. Ils sont aussi les propriétaires de plus de 60 daesang et quatre Billboard Music Awards. Ils possèdent en tout plus de 220 prix et trois cent trente-neuf nominations.
Le 15 octobre 2020, Big Hit Entertainment (désormais HYBE label) le label du groupe, est introduit en bourse ; les actions émises doublent instantanément, ce qui enrichit considérablement le septuor et fait de leur label valorisé 4,1 milliard de dollars, une des trente compagnies les plus importantes de Corée du Sud.

## Nom
Le nom du groupe, BTS, est un acronyme de l'expression coréenne Bangtan Sonyeondan (hangeul : 방탄소년단 ; hanja : 防彈少年團), 방탄 signifiant « pare-balles] » et « 소년단 » signifiant « boy scouts ». Ce nom est conceptualisé dans l'idée que BTS bloquerait les stéréotypes, les critiques et les attentes projetées sur les adolescents comme des balles et protégerait les valeurs et les idéaux des adolescents. Au Japon, ils sont connus sous le nom de Bōdan Shōnendan (防弾少年団, qui se traduit de la même manière).
Le 4 juillet 2017, un nouveau slogan anglais ainsi qu'un nouveau logo sont annoncés depuis la chaîne YouTube de Big Hit Entertainment : en plus d'être connu comme les Bangtan Sonyeondan ou les Bulletproof Boy Scouts, leur acronyme prend aussi la signification de Beyond The Scene en anglais (« par delà le présent »), afin de refléter l’image de « jeunes en train de grandir allant au-delà des réalités auxquelles ils font face ».

## Histoire

### Origines (2010–2012)
Les premiers membres de BTS sont recrutés par les auditions de Big Hit Entertainment nommées Hit It en 2010 et 2011. Ces auditions à l'échelle nationale recrutaient les artistes depuis leurs provinces locales, tel est le cas pour Jimin et Jungkook de Busan, ou pour V et Suga de Daegu.
Jungkook est recruté par Big Hit Entertainment après avoir quitté les auditions de Superstar K3. Il est formé d'après le Mouvement Lifestyle à Los Angeles durant l'été 2012. Jimin est allé à l'université des arts de Busan où il a étudié dans le département de la danse moderne, où il était major de sa promotion. Il a été recruté lors d'une audition privée. Avant son audition, Jin était étudiant en cinématographie. RM, lui, performait déjà en tant que rappeur underground sous le nom de Runch Randa et a sorti plusieurs titres, dont une collaboration avec Zico, du groupe Block B.
Suga performait également en tant que rappeur underground à Daegu sous le nom de Gloss. J-Hope, quant à lui, faisait partie de l'équipe de danse de rue Neuron avec laquelle il gagne plusieurs prix lors de festivals de danse à Gwangju et entre ensuite à l'université nationale des arts de Corée,. J-Hope avait réalisé une collaboration en tant que rappeur au côté de Jo Kwon pour le titre Animal[source insuffisante].

### 2 Cool 4 SkooletO!RUL8,2?(2013)

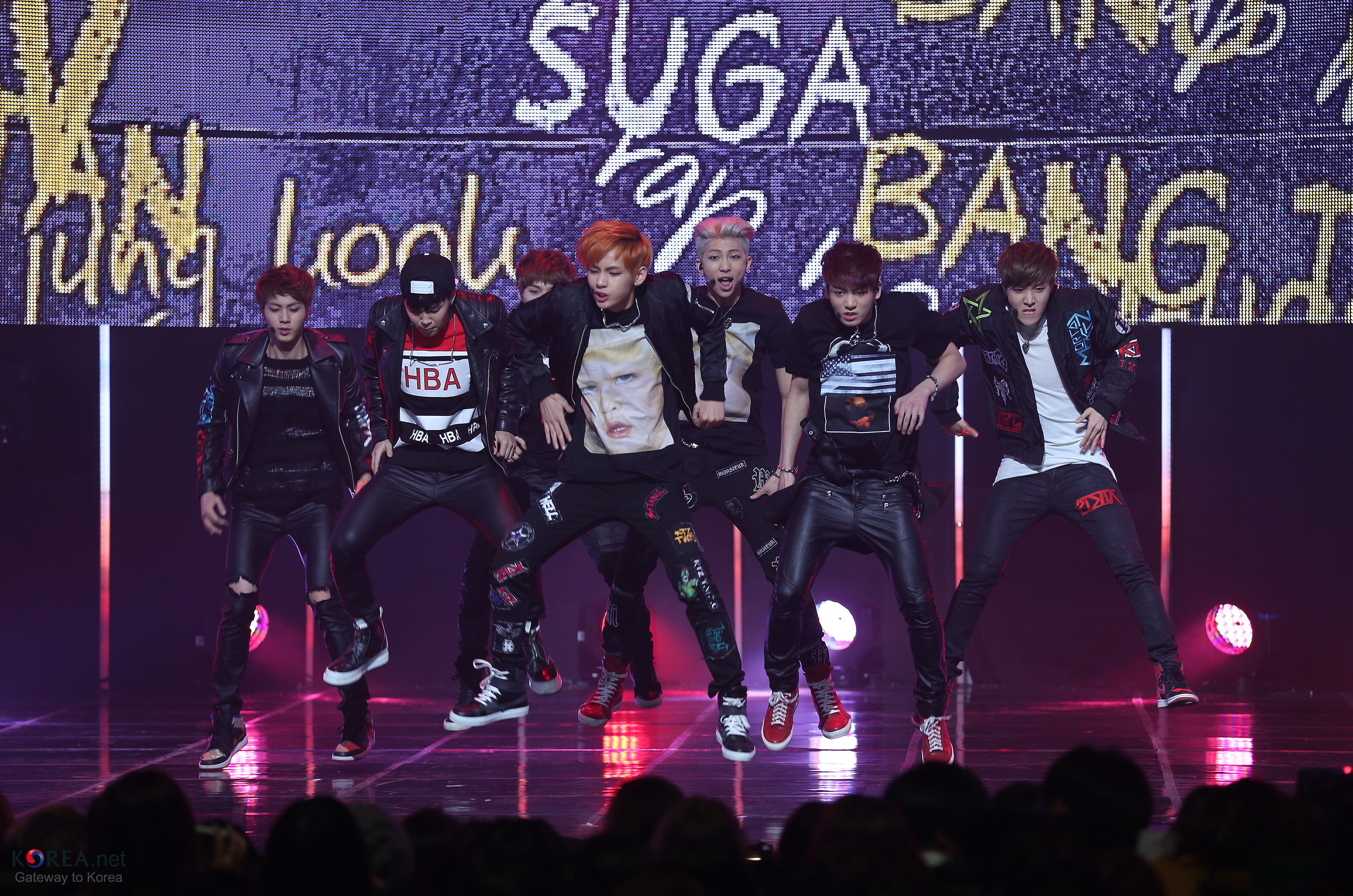
BTS en 2014 sur scène au M Countdown.

Le premier album de BTS de la série School Trilogy est leur premier single 2 Cool 4 Skool, qui est sorti le 12 juin 2013, avec le titre-phare No More Dream. Le 9 juillet, le groupe annonce le nom de son fan club officiel, « A.R.M.Y » (« Adorable Representative M.C for Youth »). Trois mois après leurs débuts, BTS annonce son comeback avec la seconde partie de la School Trilogy. Le 11 septembre, BTS sort son premier EP, O!RUL8,2?. Ils en font la promotion avec le titre N.O.
Le 9 décembre, Suga est diagnostiqué d'une appendicite lorsqu'il faisait les promotions avec le groupe au Japon. Il doit retourner en Corée pour subir l'opération et ne participe donc pas aux performances de fin d'année avec son groupe comme le 2014 Idol Star Athletics Championships, le SBS Gayo Daejun et le MBC Gayo Daejejeon,.

### Skool Luv AffairetWake Up et Dark and Wild(2014)

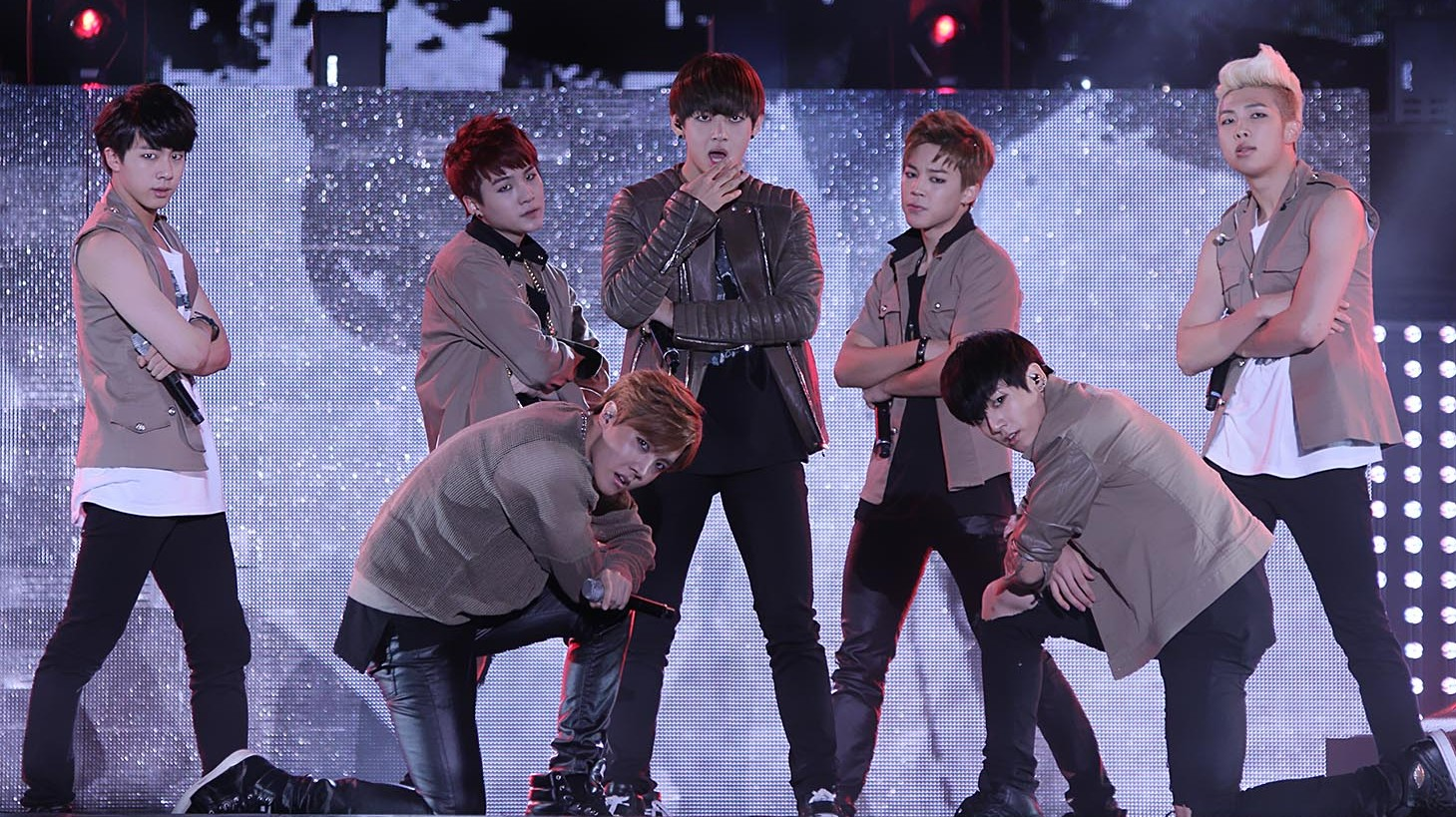
BTS sur scène le 17 septembre 2014.

La troisième partie de la School Trilogy, leur deuxième EP Skool Luv Affair sort le 12 février 2014,. BTS fait la promotion du titre-phare Boy in Luv, en sortant son clip vidéo le 11 février. BTS fait son retour le 6 avril avec le titre Just One Day accompagné de son clip vidéo. Le groupe fait ses débuts au Japon avec la compilation 2 Cool 4 Skool / O!RUL8,2? qui est sorti le 23 avril, avec le premier single qui est la version japonaise de No More Dream. Le 14 juin, BTS fait partie du festival Bridge to Korea en Russie, un événement qui visait à promouvoir le tourisme entre les deux pays. Là, ils sont devenus juges d'un concours de covers de danse de K-pop et plus tard ils performèrent sur scène devant 10 000 spectateurs. Le groupe participe aussi au Kcon de Los Angeles le 10 août avec d'autres artistes de K-pop tels que Girls' Generation.
Le 19 août, BTS met en ligne le clip vidéo de Danger pour leur retour, issu de l'album Dark and Wild qui se vendra à plus de 109 098 copies. Ils font un autre comeback plus tard, avec War of Hormone, un autre titre de Dark and Wild, dont le clip vidéo est mis en ligne le 21 octobre. BTS continue ses promotions au Japon en sortant leur premier album studio japonais, Wake Up, le 24 décembre. L'album ne contient pas seulement les versions japonaises de leurs titres, mais aussi leurs premiers titres japonais inédits, Wake Up et The Stars. BTS était présent aux Mnet Asian Music Awards 2014 lors du tapis rouge et a tenu une performance spéciale sur scène avec Block B lors de la remise des prix.
BTS tient sa première tournée de concerts, 2014 BTS Live Trilogy – Épisode II: The Red Bullet, tout au long du mois d'octobre ainsi que novembre et décembre. Ils sont passés par la Corée du Sud, les Philippines, Singapour, le Japon, la Thaïlande et la Malaisie.

### The Most Beautiful Moment in Life, Pt 1et2(2015)
Du 10 février au 19 février 2015, BTS commence sa première tournée au Japon, Wake Up: Open Your Eyes. Ils sont passés par Tokyo, Osaka, Nagoya et Fukuoka. Le 20 mars, RM sort sa première mixtape, RM, tout en mettant en ligne trois clips vidéo pour les titres, Awakening (각성), Do You et Joke (농담). Le 28 mars, BTS réalise son second concert solo en Corée du Sud, BTS Live Trilogy – Épisode 1: BTS Begins.
Le troisième EP du groupe, The Most Beautiful Moment in Life, Part 1 sort le 29 avril. Le 5 mai 2015, le titre-phare I Need U gagne la première place au The Show de la chaîne SBS MTV. Il s'agit de la première fois depuis leurs débuts que le groupe remporte la première place à un programme de classements musicaux. Signal Entertainment a annoncé que The Most Beautiful Moment In Life, Part 1 a été vendu à plus de 180 000 exemplaires depuis sa sortie.
Le 4 juin, BTS sort son quatrième single japonais, For You, pour fêter le premier anniversaire de leurs débuts japonais. Le titre et son clip vidéo sont sortis le même jour. Le single se place dans le top de l'Oricon daily chart, en ayant vendu 42 611 exemplaires en moins de vingt-quatre heures lors de sa première journée. Le 23 juin, BTS révèle le clip vidéo de leur second titre-phare venant de leur extended play, Dope, qui a dépassé 1 000 000 de vues en moins de quinze heures. Le 11 juillet, Dope a atteint la 3e place du Billboard World Digital Chart en dépit d'avoir été publié deux mois plus tôt. La tournée mondiale du groupe, 2015 Live Trilogy Épisode II: The Red Bullet, fait des arrêts en Malaisie, Amérique latine, Australie, les États-Unis et se termine à Hong Kong le 29 août. BTS a fait une partie du Summer Sonic Festival Tour au Japon, performant le 15 août au QVC Marine Field de Tokyo et le 16 août à Osaka. Le 8 septembre, il est annoncé que BTS fera un autre comeback avec la seconde partie de The Most Beautiful Moment in Life en octobre. Ils auront une tournée de concerts pendant trois jours, The Most Beautiful Moment in Life: On Stage en novembre. Le 30 novembre à minuit en Corée du Sud, les BTS ont fait leur comeback avec leur quatrième extended play, The Most Beautiful Moment in Life, Part 2, et le clip vidéo du titre principal Run est mis en ligne.
Lors de la matinée du 3 décembre, le nouvel album du groupe, The Most Beautiful Moment in Life, Part 2 a réussi à se hisser à la 13e place des charts mondiales de la plateforme iTunes. Le 8 décembre, le groupe sort son cinquième single japonais, qui est la version japonaise d'I Need U.

### Young ForeveretWings(2016)

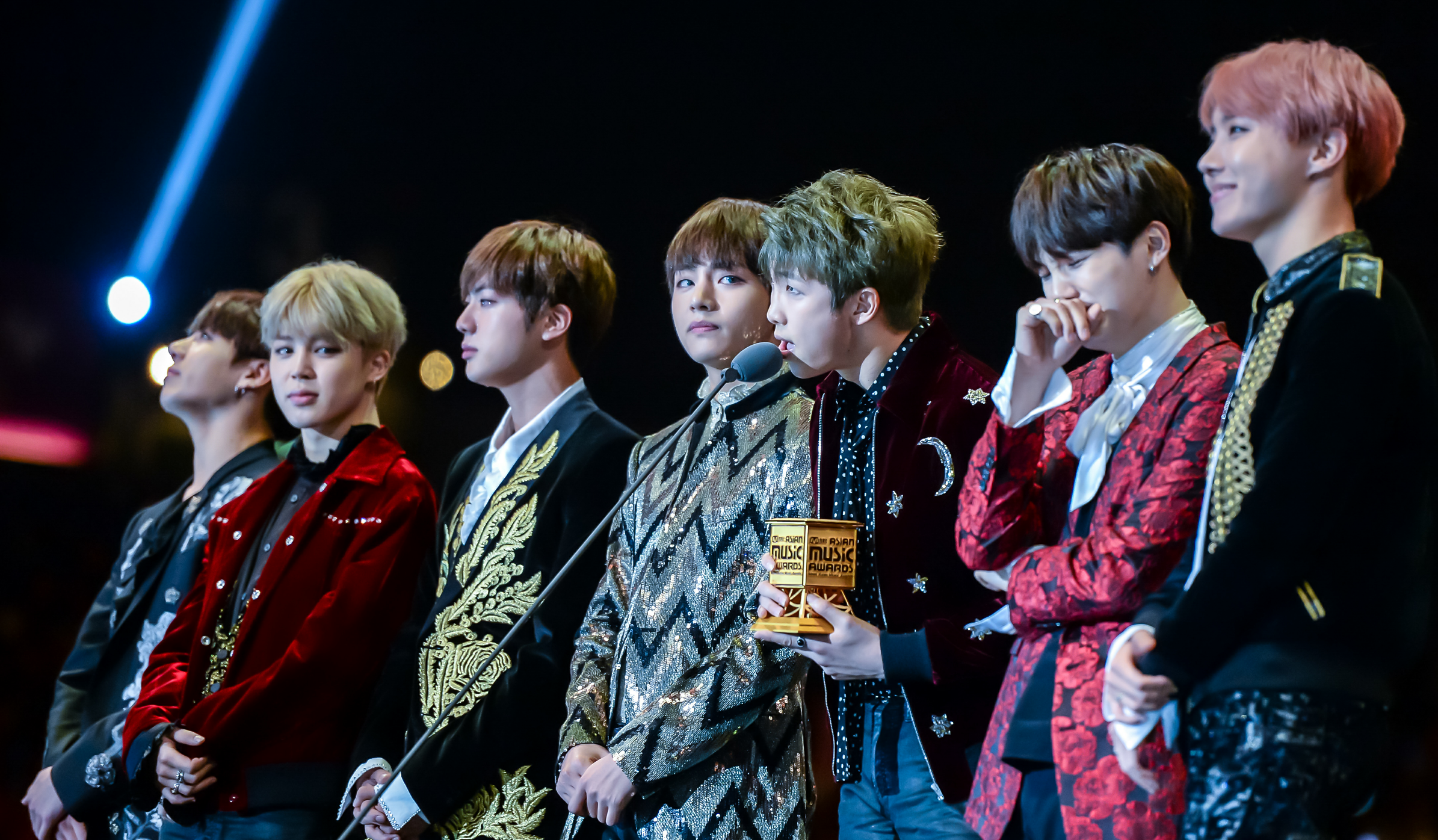
BTS au Mnet Asian Music Awards, le 2 décembre 2016.

Le clip vidéo de la version japonaise de Run est mis en ligne le 11 mars 2016. Le single s'empare directement de la première place du classement de l'Oricon. Le 20 mars 2016, ils annoncent que leur retour se fera le 2 mai, avec un nouvel album intitulé The Most Beautiful Moment in Life: Young Forever. Le clip vidéo officiel de l'Epilogue: Young Forever est dévoilé au public le 20 avril à minuit, selon l'heure de Corée du Sud,. Le 21 avril 2016, il est annoncé que le groupe sera présent à la Kcon de Paris, le 2 juin 2015.
L'album The Most Beautiful Moment in Life: Young Forever est pré-commandé à pas moins de 300 000 exemplaires. Le 2 mai, le groupe réalise son comeback avec la compilation, The Most Beautiful Moment In Life: Young Forever, le clip vidéo du titre principal, Fire est mis en ligne par cette occasion. Peu de temps après sa sortie, la chanson s'est retrouvée en tête des divers classements musicaux en ligne. En occupant la première position sur MelOn, Genie, Mnet, Naver Music, Olleh Music, Bugs, Soribada et Monkey3. Quant à l'album, il se classe dans le top cinquante du classement iTunes d'albums de dix-huit pays différents. Fire se classe également dans le top cinquante des singles sur iTunes. De la sorte, la chanson est dans ce classement dans quatorze pays différents. Le clip de Fire s'est placé en première position du classement de clip vidéo sur iTunes aux États-Unis.
Le 13 mai, BTS devient le premier groupe K-pop à avoir un émoji sur Twitter. Il s'agit d'un gilet pare-balles noir, représentant le nom du groupe qui se traduit par « les boy-scouts pare-balles ». Celui-ci n'a été disponible que pendant un certain temps. Le 15 mai, le clip vidéo de Save Me, autre titre de The Most Beautiful Moment in Life: Young Forever, est mis en ligne. Le 7 septembre, le groupe sort son second album studio japonais nommé Youth vendant plus de 44 000 exemplaires lors du premier jour de sa sortie, et atteignant la première place dans les classements musicaux japonais. Le 25 septembre, les garçons officialisent via leur fancafé la date de sortie de leur prochain album nommé Wings, qui est le 10 octobre. Le nombre de pré-commandes de l'album s'élève à 500 000,. Ainsi, le 10 octobre, le groupe est de retour avec son second album studio sud-coréen, Wings, accompagné du clip vidéo du titre principal Blood, Sweat and Tears. Le titre prend rapidement la première place des classements musicaux coréens comme Mnet, Bugs, Olleh, Soribada, Genie, Naver Music, et Monkey3. Quant au clip vidéo, celui-ci dépasse les 6,3 millions de vues sur YouTube en 24 heures, devenant le clip vidéo d'un groupe sud-coréen le plus vu en une journée à ce moment.
En 2016, le groupe gagne son premier daesang (« prix principal ») en étant élu artiste de l'année aux Mnet Asian Music Awards.

### You Never Walk AloneetLove Yourself: Her(2017)

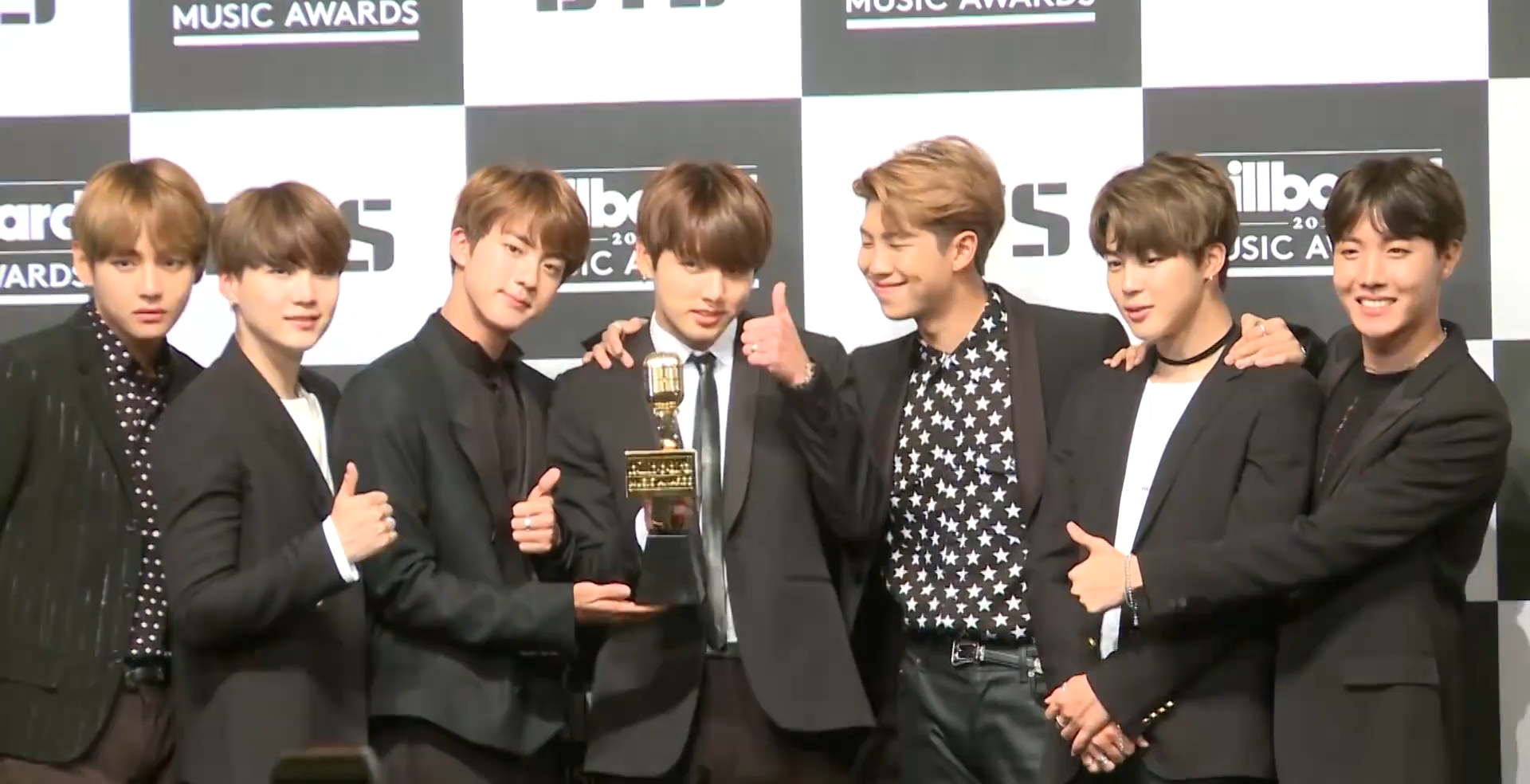
BTS aux Billboard Music Awards en 2017.

Le 11 janvier 2017, il est annoncé que BTS serait en train de travailler sur une extension de leur album Wings. Big Hit Entertainment confirme que le groupe travaille sur leur retour prévu en février mais aucune date précise n'est encore décidée. Une source de Big Hit Entertainment confirmera qu'il s'agit de l'extension de leur dernier album. Les fans ont déjà eu droit à un aperçu au KBS Song Festival le 29 décembre 2016, où ils ont pu découvrir le logo de Wings se transformer en un nouveau symbole accompagné du texte You never walk alone. Le 23 janvier 2017, Big Hit Entertainment annonce sur son compte Twitter que BTS fera son retour le 13 février avec l'extension de leur dernier album, You Never Walk Alone. Le 25 janvier, premier jour des pré-commandes, le serveur du site Synnara Record's crashe en raison du nombre élevé de pré-commandes. Le 2 février, BTS révèle sa première série de photos concepts pour You Never Walk Alone. La deuxième série de photos est révélée le lendemain. Un autre lot de photos de cette série sort le 6 février. Les aguiches des clips vidéo de Spring Day et de Not Today sortent respectivement le 10 février et le 11 février à minuit, heure sud-coréenne,. Le 13 février 2017, c'est la sortie de You Never Walk Alone et le clip vidéo de Spring Day est mis en ligne. Celui-ci battra le record du clip d'un groupe de K-pop comptabilisant le plus de vues les premières vingt-quatre heures avec 9 447 661 vues, record précédemment détenu par Blood, Sweat and Tears.
Le clip vidéo de Not Today est mis en ligne une semaine après et bat à son tour le record avec 10 979 502 vues les premières vingt-quatre heures,. Une aguiche de dix-neuf secondes est mis en ligne le 1er mai. Il s'agit d'une aguiche pour la version japonaise de Blood, Sweat and Tears. Le clip vidéo est mis en ligne le 10 mai à minuit, heure sud-coréenne, avec la sortie du single incluant en plus les versions japonaises de Not Today et Spring Day. Le single se classe en haut du classement Oricon dès les premières vingt-quatre heures. Le 4 juillet, pour le projet du vingt-cinquième anniversaire de carrière de Seo Tai-ji nommé « Time: Traveler », BTS collabore avec celui-ci et sort une reprise de Come Back Home du groupe dance/hip-hop Seo Taiji and Boys. Le clip vidéo sort le lendemain. Le 9 mars, Gaon dévoile son classement des ventes d'albums de février. You Never Walk Alone bat un record dans le Gaon Monthly Album Chart en comptabilisant plus de 710 000 exemplaires vendus depuis sa sortie, montrant la popularité grandissante de BTS. Le 20 avril, BTS remporte un « Music Award » àa la 9e édition des Shorty Awards face à des artistes comme Ariana Grande, Britney Spears et Drake, entre autres.
BTS participe aussi aux Billboard Music Awards 2017 qui se sont déroulés le 21 mai 2017 à la T-Mobile Arena à Las Vegas, et remporte le prix du « meilleur artiste sur les réseaux sociaux » face à Justin Bieber, Ariana Grande, Shawn Mendes et Selena Gomez, avec plus de trois cents millions de votes,. Le même jour, BTS devient le groupe coréen le plus visionné sur la plateforme YouTube avec plus de quatre milliards de vues, tous genres de vidéos confondus.
Le 27 juin 2017, BTS est nommé comme étant l'une des vingt-cinq personnalités les plus influentes d'Internet par le Time. Le 24 juillet 2017, Big Hit Entertainment confirme que BTS fera son prochain comeback au mois de septembre. La date exacte est confirmée par BTS le 24 août à minuit, heure sud-coréenne, Love Yourself: Her sort le 18 septembre. L'album de BTS est aussi mis pour la première fois en pré-commande sur Amazon. Les 11 août et 12 août, BTS révèle plusieurs posters nommés Love Yourself sur lesquels apparaissent chacun des membres présentés avec leur nom civil,. Le 13 août, davantage de détails sur l'histoire autour de The Most Beautiful Moment In Life sont révélés via The Most Beautiful Moment In Life: The Notes, un extrait de journal intime écrit par le personnage de Jin. Du 16 août au 19 août sont mises en ligne quatre vidéos nommées Love Yourself Highlight Reel. Le 5 septembre, BTS a mis en ligne le comeback trailer Serendipity de Love Yourself: Her interprété par Jimin puis le 7 septembre, BTS dévoile 4 sets de photos : L, O, V et E,,.
La première aguiche du clip DNA sort le 15 septembre à minuit, heure sud-coréenne. La seconde aguiche sort le lendemain. Le clip vidéo est mis en ligne le 18 septembre à dix-huit heures, heure sud-coréenne et détient le record du clip vidéo d'un groupe de K-pop le plus visionné les premières vingt-quatre heures en comptabilisant plus de 20,9 millions de vues,. En septembre, leur cinquième extended play Love Yourself: Her compte plus de 1 200 000 d’exemplaires vendus, un nombre record qui n'avait pas été atteint depuis 2001 en Corée du Sud.
En octobre 2017, le groupe collabore avec l’Unicef pour la campagne End Violence promouvant la protection des enfants, ainsi que pour la campagne Love Myself promouvant l’estime de soi. Le groupe fait sa toute première performance télévisée américaine live aux American Music Awards le 19 novembre. Leur performance aux American Music Awards leur vaudra d'être les plus recherchés sur Google aux États-Unis, mais aussi d'entrer dans le Livre Guinness des records pour avoir le plus grand nombre de retweets sur Twitter,. Le 24 novembre 2017, le remix de MIC Drop, en collaboration avec Steve Aoki et Desiigner sort et se place directement en tête des classements iTunes dans plusieurs pays dont les États-Unis. Ce remix fera d'eux en février 2018 le premier groupe sud-coréen à être certifié disque d'or par la RIAA.
Ils font leur première apparition dans le talk-show The Ellen DeGeneres Show puis dans le Jimmy Kimmel Live! et enfin The Late Late Show with James Corden,,,. Le 6 décembre 2017, MIC Drop/DNA/Crystal Snow, qui inclut les versions japonaises de MIC Drop et DNA ainsi que la chanson japonaise inédite Crystal Snow sort et se place en haut du classement Oricon en se vendant à 342 655 copies dans les vingt-quatre heures. Crystal Snow a aussi beaucoup de succès hors du Japon en se classant premier dans les classements iTunes de dix pays et en se classant dans le top dix d'une vingtaine de régions ainsi que dans le top vingt de seize autres pays.
Leur EP Love Yourself: Her est le plus vendu de l'année 2017.

### DeFace YourselfàLove Yourself: Answer(2018)

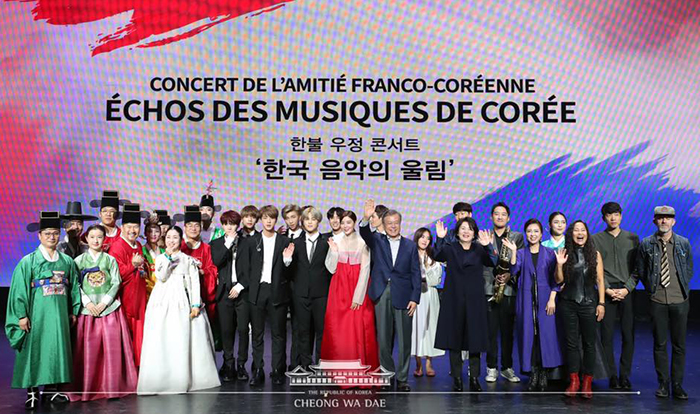
BTS et le couple présidentiel sud-coréen Moon Jae-in et Kim Jung-sook au concert de l'amitié franco-coréenne à Paris en octobre 2018.

Le 2 mars 2018, J-Hope sort sa première mixtape Hope World avec le clip vidéo du titre principal Daydream et plus tard le clip pour le titre Airplane,. Le rappeur fait son entrée dans les charts en moins d'une journée de ventes. L'album débute au soixante-troisième rang sur le Billboard 200, faisant de J-Hope l'artiste solo de K-pop le plus haut placé sur le Billboard 200.
Le troisième album studio japonais du groupe, Face Yourself, sort le 3 avril au Japon et à l'international. Le 6 avril à minuit, heure sud-coréenne, la compagnie du groupe, Big Hit Entertainment met en ligne une vidéo intitulée Euphoria : Theme of Love Yourself 起 Wonder, annonçant ainsi la sortie prochaine de l'album faisant suite à Love Yourself: Her. Le 17 avril, le groupe annonce la sortie de leur troisième album studio Love Yourself: Tear pour le 18 mai. Les précommandes de l'album ont atteint un nombre record de 1 449 287 copies en Corée du Sud. Le même jour, le groupe est de nouveau nommé dans la catégorie « meilleur artiste sur les réseaux sociaux » aux Billboard Music Awards, mais il est aussi que BTS y fera sa première performance live en interprétant le single de leur troisième album studio Love Yourself: Tear,.
Le 6 avril 2018, le groupe annonce des dates de concerts pour sa troisième tournée mondiale World Tour: Love Yourself Spot. Les premiers concerts en Europe du groupe sont annoncés, pour Londres les 9 octobre et 10 octobre, pour Amsterdam le 13 octobre, pour Berlin les 16 octobre et 17 octobre et pour Paris à l'AccorHotels Arena les 19 octobre et 20 octobre. Le 30 avril, Coca-Cola annonce avoir choisi BTS comme modèle pour leur nouvelle campagne publicitaire pour la Coupe du monde de football 2018 en Russie. Le 2 mai, Big Hit Entertainment confirme le retour de BTS dans The Ellen DeGeneres Show où ils performent  leur nouveau single Fake Love, titre confirmé par la compagnie du groupe après l'annonce non officielle de celui-ci. Le 7 mai à minuit, heure sud-coréenne, le groupe met en ligne le comeback trailer Singularity de Love Yourself: Tear interprété par V.
Les 9 mai et 11 mai, la compagnie du groupe dévoile les concepts photos intitulés Y, O, U et R. Elle révèle ensuite la liste des pistes de l'album le 14 mai.
Un aperçu par Billboard pour les Billboard Music Awards du 15 au 17 mai 2018 sont dévoilés par le groupe,,. Le clip vidéo sort le 18 mai et comptabilise 40,9 millions de vues les premières 24 heures, le deuxième plus grand nombre de vues en vingt-quatre heures dans l'histoire de YouTube,.
En mai 2018, Love Yourself: Tear se positionne premier lors de son entrée au Billboard 200, position jamais atteinte par un album coréen et plus atteinte par un album en langue étrangère depuis 2006. Quant au single Fake Love, il se classe dixième aux Billboard Hot 100 lors de sa première semaine faisant de BTS le premier groupe et second artiste coréen, après le chanteur Psy, à atteindre le top dix. Il devient néanmoins le premier artiste coréen à atteindre le top dix lors de sa première semaine. Le 2 juin, le groupe révèle une version rallongée du clip vidéo et une version rock de Fake Love avec une sortie en numérique le 4 juin sous l'appellation Rocking Vibe Mix.
Le 17 juillet 2018, le groupe annonce la sortie de leur album Love Yourself: Answer pour août. Leur tournée mondiale, nommée BTS World Tour: Love Yourself débutera le 25 août à Séoul. Le 10 août à minuit, heure sud-coréenne, le groupe dévoile le comeback trailer Epiphany interprété par Jin. Les concepts photos intitulés S, E, L et F sont dévoilés les 14 août et 17 août et la liste des titres le 20 août,. Deux jours plus tard, le 22 août, le teaser de leur nouveau single Idol est publié. L'album est sorti le 24 août avec le clip vidéo du titre principal Idol. Avec ce clip vidéo, BTS bat un nouveau record et Idol devient le clip vidéo le plus vu en vingt-quatre heures sur YouTube en comptabilisant plus de quarante-cinq millions de vues,. La version numérique de l'album comporte une version d'Idol en collaboration avec Nicki Minaj. Le 24 septembre 2018, ils discourent pour l'ONU, à New York, sur le thème de leurs albums Love Yourself, à savoir l’estime de soi.

### DeMap of the Soul: PersonaàBe(2019–2020)

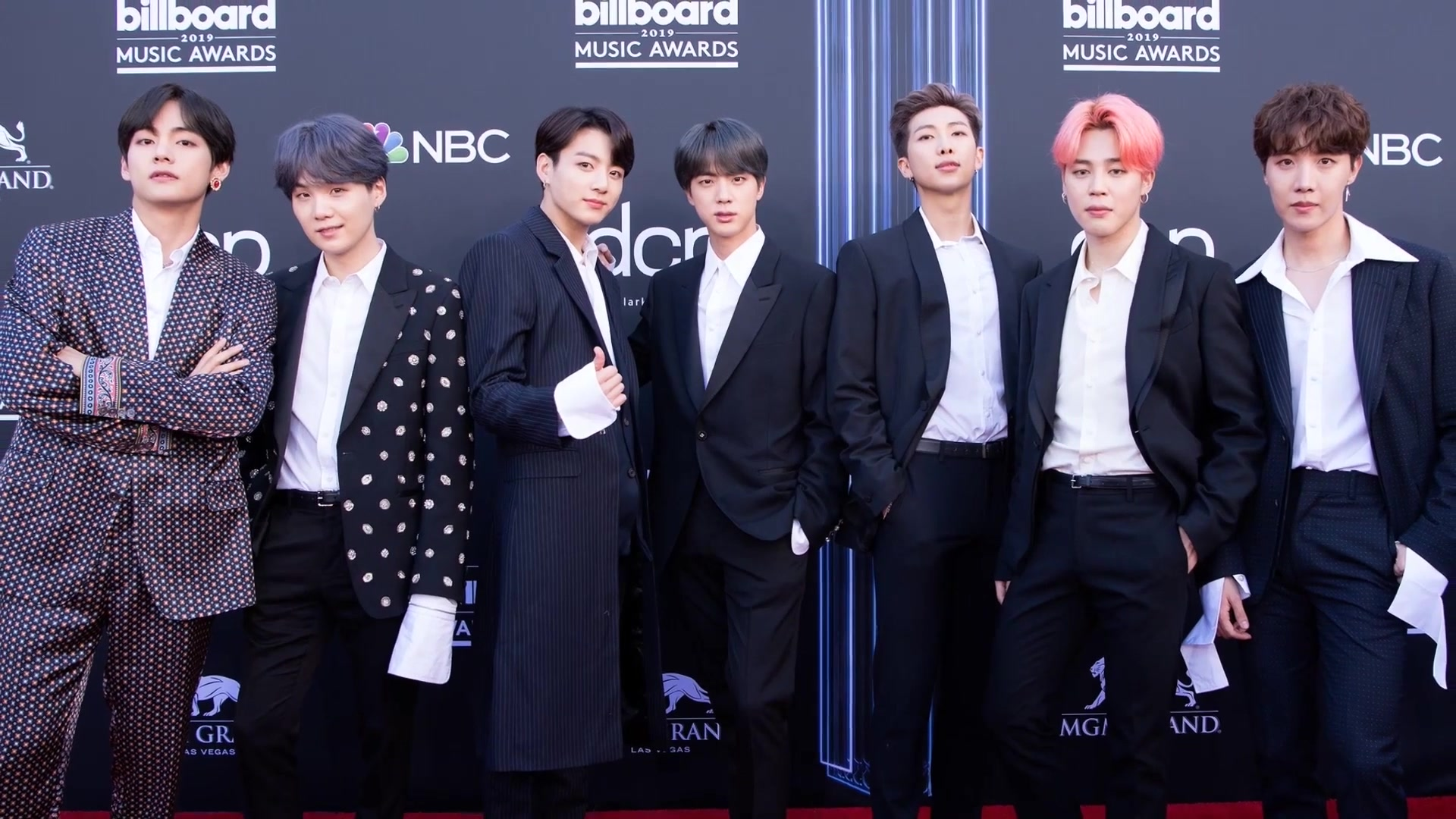
BTS au Billboard Music Awards, le 1 mai 2019.

Le dernier album du groupe sort le 12 avril 2019 et s'intitule Map of the Soul: Persona. Il contient le titre Make it Right co-écrit avec Ed Sheeran. Il aborde le sujet des masques sociaux, en s'inspirant des concepts de psychologie analytique traités par le psychiatre Carl Gustav Jung, et ce d'après le condensé qui en a été fait par le docteur Murray Stein dans son bestseller Jung's Map of the Soul.
Par ces thèmes psychologiques de l'ego, de la psyché ou de la persona, cet album complète la série Love Yourself et ouvre la tournée mondiale complémentaire Love Yourself: Speak Yourself débutée le 4 mai.
Map of the Soul: 7 commence numéro un dans le Billboard 200 avec 422 000 ventes la première semaine, ce qui fait de celui-ci leur quatrième album numéro un dans les charts. Même si The Weeknd réussit à battre ce record peu de temps après, il est premier dans plusieurs pays. Ils réussissent aussi à battre le record du monde détenu par leur précédent album a 3,2 millions d'exemplaires. Le premier chapitre de cette série, Map of the Soul: Persona, aborde le monde, la joie de l'amour, et la découverte de soi. Map of the Soul: 7 se tourne maintenant vers le côté sombre intérieur en reconnaissant sincèrement qu'elle fait aussi partie de soi. Les deux albums sont consécutifs et liés. Ils parlent tous les deux de thèmes psychologiques et de la théorie de Carl Jung. Ils sortent d'abord le Comeback Trailer Interlude: Shadow le 9 janvier, chanté par Suga qui illustre son vrai passé et ses peurs. Ils continuent avec le Comeback Trailer Outro: Ego dans la même thématique chantée par J-Hope. S'ensuit leur single On. En tout, cet album compte vingt pistes dont quinze nouvelles et cinq issus du précédent album[réf. nécessaire].
BTS participe également en 2020 au projet Do It lancé par le commissaire d'exposition Hans Ulrich Obrist, qui regroupe depuis 1993 des contributions d'artistes du monde entier.
BTS sort un nouveau single, en anglais, intitulé Dynamite, le 21 août 2020. Il précède un nouvel album prévu pour le second semestre de 2020. Avec ce clip vidéo, le groupe bat de nouveau le record du clip vidéo le plus vu en 24 heures sur YouTube en comptabilisant plus de cent-une millions de vues (101,1 millions) mais aussi celui de la plus grande "Première" de vidéo musicale avec 3 millions de spectateurs simultanés.
Le 20 novembre 2020, le groupe sort leur nouvel album Be. Celui-ci inclut la chanson Dynamite mais aussi le single Life Goes On.

### Butter,Permission to DanceetProof(depuis 2021)
Le 21 mai 2021, le groupe sort leur deuxième single en anglais, Butter. Le clip vidéo surpasse Dynamite pour le clip vidéo le plus vu en vingt-quatre heures sur YouTube, avec 108,2 millions de vues. Butter devient aussi la chanson la plus écoutée en vingt-quatre heures sur Spotify avec 11 millions de streams. Le single passera dix semaines à la première place du Billboard Hot 100. Le 9 juillet 2021, le groupe sort le single Permission to Dance, pour commémorer le huitième anniversaire de Army, les fans du groupe. C'est le troisième single en anglais du groupe.
Le groupe sort une compilation le 10 juin 2022 avec le clip pour Yet To Come (The Most Beautiful Moment), leur premier single en coréen depuis Life Goes On. Le 14 juin 2022, lors du festa pour leur neuvième anniversaire, le groupe a annoncé une suspension temporaire des activités de groupe pour se concentrer sur des projets individuels. Big Hit a précisé dans des déclarations ultérieures que BTS n'était ni en train de se dissoudre ni en pause, mais que les membres poursuivraient leurs carrières individuelles tout en participant aux futures activités du groupe.
BTS se sont produits à Busan le 15 octobre lors d'un concert pour soutenir la candidature de la ville pour l'exposition universelle de 2030. En octobre 2022, Big Hit confirme que Jin, le membre le plus âgé du groupe (29 ans), serait enrôlé d'ici la fin du mois, après avoir terminé la promotion de son nouveau single The Astronaut. Les autres membres devraient s'enrôler plus tard, le groupe prévoit de se réunir en 2025 après la fin de leurs services militaires,[pertinence contestée]. En mars 2023 a été annoncé que J-hope allait à son tour bientôt s'enrôler dans l'année.
Le groupe est en pause depuis 2022 alors que les membres doivent partir un à un faire leur service militaire obligatoire.
Finalement J-Hope s'enrôle le 18 avril 2023 dans l'armée et finira ce même service 18 mois plus tard soit le 17 octobre 2024. Jin, qui a terminé en juin 2024, est venu le saluer à sa sortie de la base militaire de Wongju. Les autres membres du groupe devraient avoir terminé leur service militaire d'ici juin 2025.

## Style musical, image et engagement

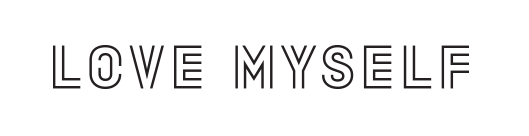
Logo de la campagne Love Myself.

Le groupe a une image polyvalente allant d'un style plus sombre et sérieux à un style plus jeune et léger. Ils se concentrent principalement sur le genre hip-hop sud-coréen tout en gardant un côté jeune. Corynn Smith de MTV déclare que BTS a incorporé des beats hip-hop ainsi que de l'inspiration à des éléments rock comme pour leurs singles Danger et Boy in Luv.
Leurs chansons très engagées abordent des problèmes sociaux tels que la dépression dans The Last, le système scolaire coréen dans N.O et No More Dream, l'information dans Am I Wrong, le consumérisme dans Spine Breaker et Go Go, le féminisme dans 21st Century Girls, ou encore l'industrie de la musique. Le concept même de la série Love Yourself est centré sur l'estime de soi et l'amour des autres, tandis que The Most Beautiful Moment in Life traite de la jeunesse. Les rappeurs Suga et RM ont clairement exprimé leurs positions sur la cause LGBT et les droits des minorités à plusieurs reprises.
En 2016, un des membres de BTS, V, invente la phrase « I purple you », lors de la réunion des fans de BTS en novembre, en expliquant que le violet représentait l'amour : « Le violet est la dernière couleur de l'arc-en-ciel… Le violet signifie que je vais vous faire confiance et vous aimer pendant longtemps, je viens de l'inventer… J'aimerais pouvoir vous voir longtemps, tout comme le sens du violet… Nous allons toujours vous faire confiance et monter les escaliers avec vous. Vous n'avez pas besoin de nous aider tout le temps. Vous pouvez tenir nos mains et nous suivre maintenant. Nous allons monter très haut. Je vais rendre cette aventure agréable. ». Depuis, le violet et la phrase sont devenus un symbole de BTS et de leurs fans.
La phrase « I purple you » a été reprise par l'Unicef pour sa campagne Love Myself en collaboration avec BTS. La campagne est dévoilée à travers une vidéo mise en ligne sur YouTube par BTS et Big Hit Entertainment, le 31 octobre 2017, qui cherche à faire du monde un endroit meilleur, mais aussi à assurer qu'enfants et adolescents du monde entier puissent vivre une vie sûre sans peur et violence. Cinq-cents millions de won, soit environ 447 000 dollars américains, seront versés par BTS et Big Hit Entertainment en plus de 3 % des ventes physiques des albums de la série Love Yourself, de l'intégralité des ventes de biens venant de la campagne Love Myself et des dons faits aux bureaux de don de l'Unicef lors des deux prochaines années.
En juillet 2021, ils sont nommés envoyé spécial du président Moon pour les générations futures et la culture. Dans leur rôle d'envoyés, ils contribuent à «sensibiliser les générations futures aux programmes mondiaux, comme le développement durable, et renforcer le pouvoir diplomatique de la nation dans le monde.» et participent à des événements internationaux tels que la 76e réunion des Nations unies. Le 31 mai 2022, BTS a rendu visite au président américain Joe Biden à la Maison Blanche pour discuter de la récente augmentation des crimes de haine et de la discrimination anti-asiatiques.

### Musique publicitaire
Le groupe est l'auteur de plusieurs musiques composées pour des publicités pour de grandes marques telles que Coca-Cola, Hyundai, Fila ou Puma.

## Membres
| Photo | Nom de scène  | Nom de naissance               | Date et lieu de naissance  | Activités au sein du groupe                                           |
| ----- | ------------- | ------------------------------ | -------------------------- | --------------------------------------------------------------------- |
|       | Jin 진        | Kim Seok-jin 김 석진 金 碩珍   | 4 décembre 1992 à Gwacheon | Chanteur, visuel, danseur et hyung (le plus vieux)                    |
|       | Suga 슈가     | Min Yoon-gi 민 윤기 閔 玧其    | 9 mars 1993 à Daegu        | Rappeur, danseur, parolier, compositeur                               |
|       | J-Hope 제이홉 | Jung Ho-seok 정 호석 鄭 號錫   | 18 février 1994 à Gwangju  | Danseur principal, rappeur, parolier                                  |
|       | RM 알엠       | Kim Nam-joon 김 남준 金 南俊   | 12 septembre 1994 à Ilsan  | Leader, rappeur, parolier,danseur                                     |
|       | Jimin 지민    | Park Ji-min 박 지민 朴 智旻    | 13 octobre 1995 à Busan    | Danseur principal, chanteur                                           |
|       | V 뷔          | Kim Tae-hyung 김 태형 金 泰亨  | 30 décembre 1995 à Daegu   | Chanteur, danseur, visuel                                             |
|       | Jungkook 정국 | Jeon Jeong-guk 전 정국 田 柾國 | 1er septembre 1997 à Busan | Chanteur principal, danseur, (sub-rap),centre, maknae (le plus jeune) |

### Chronologie
- Les lignes bleues horizontales représentent pendant combien de temps un membre est actif
- Les lignes noires horizontales représentent pendant combien de temps un membre est en service militaire
- Les lignes rouges verticales représentent une sortie d'albums/singles coréens
- Les lignes oranges verticales représentent une sortie d'albums/singles japonais
- Les lignes bleues verticales représentent une sortie de singles anglais
- La ligne orange horizontale représente le Leader

## Discographie

### Coréenne
| 1. | Intro: 2 Cool 4 Skool     |  |
| 2. | We are Bulletproof Pt.2   |  |
| 3. | Skit: Circle Room Talk    |  |
| 4. | No More Dream             |  |
| 5. | Interlude                 |  |
| 6. | Like                      |  |
| 7. | Outro: Circle Room Cypher |  |

| 1.  | Intro: O!RUL8,2?     |  |
| 2.  | N.O                  |  |
| 3.  | We On                |  |
| 4.  | Skit: R U Happy Now? |  |
| 5.  | If I Ruled The World |  |
| 6.  | Coffee               |  |
| 7.  | BTS Cypher Pt.1      |  |
| 8.  | Attack on Bangtan    |  |
| 9.  | Paldogangsan         |  |
| 10. | Outro: Luv in Skool  |  |

| 1.  | Intro: Skool Luv Affair   |  |
| 2.  | Boy in Luv                |  |
| 3.  | Skit: Soulmate            |  |
| 4.  | Where You From            |  |
| 5.  | Just One Day              |  |
| 6.  | Tomorrow                  |  |
| 7.  | BTS Cypher Pt.2: Triptych |  |
| 8.  | Spine Breaker             |  |
| 9.  | Jump                      |  |
| 10. | Outro: Propose            |  |

| 1.  | Miss Right                |  |
| 2.  | Like (Slow Jam Remix)     |  |
| 3.  | Intro: Skool Luv Affaire  |  |
| 4.  | Boy in Luv                |  |
| 5.  | Skit: Soulmate            |  |
| 6.  | Where You From            |  |
| 7.  | Just One Day              |  |
| 8.  | Tomorrow                  |  |
| 9.  | BTS Cypher Pt.2: Triptych |  |
| 10. | # Spine Breaker           |  |
| 11. | Jump                      |  |
| 12. | Outro: Propose            |  |

| 1.  | Intro: What Am I To You             |  |
| 2.  | Danger                              |  |
| 3.  | War of Hormone                      |  |
| 4.  | Hip Hop Phile                       |  |
| 5.  | Let Me Know                         |  |
| 6.  | Rain                                |  |
| 7.  | BTS Cypher Pt.3: Killer             |  |
| 8.  | Interlude: What Are You Doing Now   |  |
| 9.  | Could You Turn off Your Cell Phone  |  |
| 10. | Embarrassed                         |  |
| 11. | 24/7=Heaven                         |  |
| 12. | Look Here                           |  |
| 13. | So 4 More                           |  |
| 14. | Outro: Do You Think It Makes Sense? |  |

| 1. | Intro: The Most Beautiful Moment in Life |  |
| 2. | I Need U                                 |  |
| 3. | Hold Me Tight                            |  |
| 4. | Skit: Expectation!                       |  |
| 5. | Dope                                     |  |
| 6. | Boyz With Fun                            |  |
| 7. | # Converse High                          |  |
| 8. | Moving On                                |  |
| 9. | Outro: Love is Not Over                  |  |

| 1. | Intro: Never Mind                 |  |
| 2. | Run                               |  |
| 3. | Butterfly                         |  |
| 4. | Whalien 52                        |  |
| 5. | Ma City                           |  |
| 6. | Silver Spoon / Baepsae            |  |
| 7. | Skit: One Night in a Strange City |  |
| 8. | Autumn Leaves                     |  |
| 9. | Outro: House of Cards             |  |

| 1.  | Intro: The Most Beautiful Moment in Life |  |
| 2.  | I Need U                                 |  |
| 3.  | Hold Me Tight                            |  |
| 4.  | Autumn Leaves                            |  |
| 5.  | Butterfly (Prologue Mix)                 |  |
| 6.  | Run                                      |  |
| 7.  | Ma City                                  |  |
| 8.  | Silver Spoon / Baepsae                   |  |
| 9.  | Dope                                     |  |
| 10. | Burning Up (Fire)                        |  |
| 11. | Save Me                                  |  |
| 12. | Epilogue: Young Forever                  |  |

| 1.  | Converse High                          |  |
| 2.  | Whalien 52                             |  |
| 3.  | Butterfly                              |  |
| 4.  | House of Cards (Full Length Edition)   |  |
| 5.  | Love is Not Over (Full Length Edition) |  |
| 6.  | I Need U (Urban Mix)                   |  |
| 7.  | I Need U (Remix)                       |  |
| 8.  | Run (Ballad Mix)                       |  |
| 9.  | Run (Alternative Mix)                  |  |
| 10. | Butterfly (Alternative Mix)            |  |

| 1.  | Intro: Boy Meets Evil |  |
| 2.  | Blood Sweat and Tears |  |
| 3.  | Begin                 |  |
| 4.  | Lie                   |  |
| 5.  | Stigma                |  |
| 6.  | First Love            |  |
| 7.  | Reflection            |  |
| 8.  | MAMA                  |  |
| 9.  | Awake                 |  |
| 10. | Lost                  |  |
| 11. | BTS Cypher 4          |  |
| 12. | Am I Wrong            |  |
| 13. | 21st Century Girl     |  |
| 14. | 2! 3!                 |  |
| 15. | Interlude: Wings      |  |

| 1.  | Intro: Boy Meets Evil                       |  |
| 2.  | Blood Sweat and Tears                       |  |
| 3.  | Begin                                       |  |
| 4.  | Lie                                         |  |
| 5.  | Stigma                                      |  |
| 6.  | First Love                                  |  |
| 7.  | Reflection                                  |  |
| 8.  | MAMA                                        |  |
| 9.  | Awake                                       |  |
| 10. | Lost                                        |  |
| 11. | BTS Cypher 4                                |  |
| 12. | Am I Wrong                                  |  |
| 13. | 21st Century Girl                           |  |
| 14. | 2! 3!                                       |  |
| 15. | Spring Day                                  |  |
| 16. | Not Today                                   |  |
| 17. | Outro: Wings                                |  |
| 18. | A Supplementary Story: You Never Walk Alone |  |

| 1. | Intro: Serendipity                  |  |
| 2. | DNA                                 |  |
| 3. | Best of Me                          |  |
| 4. | dimple                              |  |
| 5. | Pied Piper                          |  |
| 6. | Skit: Billboard Music Awards Speech |  |
| 7. | MIC Drop                            |  |
| 8. | Go Go                               |  |
| 9. | Outro: Her                          |  |

| 1.  | Intro: Singularity |  |
| 2.  | Fake Love          |  |
| 3.  | The Truth Untold   |  |
| 4.  | 134140             |  |
| 5.  | Paradise           |  |
| 6.  | Love Maze          |  |
| 7.  | Magic Shop         |  |
| 8.  | Airplane Pt.2      |  |
| 9.  | Anpanman           |  |
| 10. | So What            |  |
| 11. | Outro: Tear        |  |

| 1.  | Euphoria                          |  |
| 2.  | Trivia起 : Just Dance             |  |
| 3.  | Serendipity (Full Length Edition) |  |
| 4.  | DNA                               |  |
| 5.  | Dimple                            |  |
| 6.  | Trivia承 : Love                   |  |
| 7.  | Her                               |  |
| 8.  | Singularity                       |  |
| 9.  | Fake Love                         |  |
| 10. | The Truth Untold                  |  |
| 11. | Trivia轉 : Seesaw                 |  |
| 12. | Tear                              |  |
| 13. | Epiphany                          |  |
| 14. | I'm Fine                          |  |
| 15. | Idol                              |  |
| 16. | Aswer : Love Myself               |  |

| 1.  | Magic Shop                   |  |
| 2.  | Best of Me                   |  |
| 3.  | Airplane Pt.2                |  |
| 4.  | Go Go                        |  |
| 5.  | Anpanman                     |  |
| 6.  | MIC Drop                     |  |
| 7.  | DNA (Pedal 2 LA Mix)         |  |
| 8.  | Fake Love (Rocking Vibe Mix) |  |
| 9.  | MIC Drop (Steve Aoki Remix)  |  |
| 10. | Idol                         |  |

| 1. | Intro: Persona              |  |
| 2. | Boy With Luv (feat. Halsey) |  |
| 3. | Mikrokosmos                 |  |
| 4. | Make It Right               |  |
| 5. | Home                        |  |
| 6. | Jamais Vu                   |  |
| 7. | Dionysus                    |  |

| 1.  | Intro: Persona                   |  |
| 2.  | Boy With Luv (Feat. Halsey)      |  |
| 3.  | Make It Right                    |  |
| 4.  | Jamais Vu                        |  |
| 5.  | Dionysus                         |  |
| 6.  | Interlude: Shadow                |  |
| 7.  | Black Swan                       |  |
| 8.  | Filter                           |  |
| 9.  | My Time                          |  |
| 10. | Louder Than Bombs                |  |
| 11. | ON                               |  |
| 12. | UGH!                             |  |
| 13. | 00:00 (Zero O' Clock)            |  |
| 14. | Inner Child                      |  |
| 15. | Friends                          |  |
| 16. | Moon                             |  |
| 17. | Respect                          |  |
| 18. | We Are Bulletproof : The Eternal |  |
| 19. | Outro: Ego                       |  |

| 1. | Life Goes On   |  |
| 2. | Fly to My Room |  |
| 3. | Blue and Grey  |  |
| 4. | Skit           |  |
| 5. | Telepathy      |  |
| 6. | Dis-ease       |  |
| 7. | Stay           |  |
| 8. | Dynamite       |  |

| 1. | Butter                             |  |
| 2. | Permission to Dance                |  |
| 3. | Butter (Instumental)               |  |
| 4. | Permission To Dance (Instrumental) |  |

| 1.  | Born Singer                  |  |
| 2.  | No More Dream                |  |
| 3.  | N.O                          |  |
| 4.  | Boy In Luv                   |  |
| 5.  | Danger                       |  |
| 6.  | I NEED U                     |  |
| 7.  | RUN                          |  |
| 8.  | FIRE                         |  |
| 9.  | Blood Sweat and Tears        |  |
| 10. | Spring Day                   |  |
| 11. | DNA                          |  |
| 12. | FAKE LOVE                    |  |
| 13. | IDOL                         |  |
| 14. | Boy With Luv                 |  |
| 15. | ON                           |  |
| 16. | Dynamite                     |  |
| 17. | Life Goes On                 |  |
| 18. | Butter                       |  |
| 19. | Yet To Come                  |  |
| 20. | Run BTS                      |  |
| 21. | Intro: Persona               |  |
| 22. | Stay                         |  |
| 23. | Moon                         |  |
| 24. | Jamais Vu                    |  |
| 25. | Trivia : Seesaw              |  |
| 26. | BTS Cypher Pt.3 : KILLER     |  |
| 27. | Outro : Ego                  |  |
| 28. | Outro : Her                  |  |
| 29. | Filter                       |  |
| 30. | Friends                      |  |
| 31. | Singularity                  |  |
| 32. | 00:00 (Zero O' Clock)        |  |
| 33. | Euphoria                     |  |
| 34. | Dimple                       |  |
| 35. | Jump (demo ver.)             |  |
| 36. | Young Love                   |  |
| 37. | Boy in Luv (demo ver.)       |  |
| 38. | Quotation Mark               |  |
| 39. | I NEED U (demo ver.)         |  |
| 40. | Boyz With Fun (demo ver.)    |  |
| 41. | Tony Montana (with Jimin)    |  |
| 42. | Young Forever (RM demo ver.) |  |
| 43. | Spring Day (V demo ver.)     |  |
| 44. | DNA (j-hope demo ver.)       |  |
| 45. | Epiphany (Jin demo ver.)     |  |
| 46. | Seesaw (demo ver.)           |  |
| 47. | Still With You (acapella)    |  |
| 48. | For Youth                    |  |

### Japonaise
| Année | Titre                           | Série                                               | Note(s)                                                |
| ----- | ------------------------------- | --------------------------------------------------- | ------------------------------------------------------ |
| 2014  | 2 Cool 4 Skool / O!RUL8,2?      | School Trilogy                                      | Débuts officiels japonais et 1re compilation japonaise |
| 2014  | Wake Up                         | School Trilogy et Dark and Wild                     | 1er album studio japonais                              |
| 2016  | Youth                           | The Most Beautiful Moment in Life Trilogy           | 2e album studio japonais                               |
| 2017  | The Best of BTS (Japan Edition) | Best of BTS                                         | 2e compilation japonaise                               |
| 2017  | The Best of BTS (Korea Edition) | Best of BTS                                         | 3e compilation japonaise                               |
| 2018  | Face Yourself                   | Wings/You Never Walk Alone et Love Yourself Trilogy | 3e album studio japonais                               |
| 2020  | Map of the Soul 7 ~The Journey~ | Map of the Soul                                     | 4e album studio japonais                               |
| 2021  | BTS, the Best                   |                                                     | 4e compilation japonaise                               |

## Tournées et concerts

### Tournées
- 2014 : 2014 BTS Live Trilogy Episode II: The Red Bullet
- 2015 : 2015 BTS Live Trilogy Episode II: The Red Bullet
- 2015-2016 : 2015 BTS Live The Most Beautiful Moment in Life on Stage
- 2015 : BTS 1st Japan Tour 2015 "Wake Up: Open Your Eyes (Japon)
- 2016 : 2016 BTS Live The Most Beautiful Moment in Life on Stage: Epilogue
- 2017 : 2017 BTS Live Trilogy Episode III (Final Chapter): The Wings Tour
- 2018-2019 : BTS World Tour Love Yourself
- 2019 : BTS World Tour Love Yourself: Speak Yourself

### Concerts
- 2021-2022 : BTS Permission to Dance on Stage

#### Coréens
- 2015 : 2015 BTS Live Trilogy Episode I: BTS Begins
- 2022 : BTS Yet to come in Busan

#### Américains
- 2014 : BTS 2014 <Show & Prove Concert>

### BTS Musters
Les BTS Musters (litt: Rassemblements BTS) sont des assemblées annuelles de fans organisées par le groupe et leur compagnie.
- 2014 : BTS Global Official Fanclub A.R.M.Y 1st Muster
- 2015 : BTS 2nd Muster [Zip Code: 22920]
- 2016 : BTS 3rd Muster [Army.Zip +]
- 2018 : BTS 4th Muster [Happy Ever After]
- 2019 : BTS 5th Muster [Magicshop]
- 2021 : BTS 6th Muster [SOWOOZOO]

## Filmographie

### Émissions de télévision
| Année | Chaîne       | Titre                                             | Membre(s)             | Rôle               | Note(s)                                                           |
| ----- | ------------ | ------------------------------------------------- | --------------------- | ------------------ | ----------------------------------------------------------------- |
| 2013  | SBS MTV      | Rookie King: Channel Bangtan                      | Tous                  | Régulier           | 8 épisodes                                                        |
| 2013  | Arirang TV   | After School Club                                 | Tous                  | Invités principaux | Épisode 24                                                        |
| 2014  | YinYueTai    | BTS China Job                                     | Tous                  | Régulier           | 3 épisodes documentaires                                          |
| 2014  | MBC          | 2014 Idol Star Athletics Championships            | Tous sauf Suga        | Régulier           |                                                                   |
| 2014  | Mnet         | M Wide News & Open Studio                         | Tous                  | Invités            |                                                                   |
| 2014  | Arirang TV   | After School Club                                 | Tous                  | Invités            | Épisode 46                                                        |
| 2014  | Arirang TV   | After School Club                                 | RM et Jimin           | Invités            | Épisode 56, After Show                                            |
| 2014  | Mnet         | Beatles Code 3D                                   | Tous                  | Invités            | Épisode 15 avec Park Ji-yoon                                      |
| 2014  | MBC Every1   | Weekly Idol                                       | Tous                  | Invités            | Épisode 144                                                       |
| 2014  | Mnet         | 4Things                                           | Tous                  | Invités            | Épisode 3 (documentaire à propos du leader de BTS, RM)            |
| 2014  | Arirang TV   | After School Club                                 | RM                    | Invités            | Épisodes 63 à 64, After Show                                      |
| 2014  | Arirang TV   | After School Club                                 | RM, Jimin et Jungkook | Invités            | Épisodes 68 et 70, After Show                                     |
| 2014  | Mnet         | American Hustle Life                              | Tous                  | Réguliers          | 8 épisodes                                                        |
| 2014  | Arirang TV   | After School Club                                 | Tous                  | Invités principaux | Épisode 95                                                        |
| 2014  | Mnet America | Go! BTS                                           | Tous                  | Réguliers          | L'ensemble du tournage a eu lieu à Los Angeles                    |
| 2014  | KBS          | A Song for You Saison 3                           | Tous                  | Invités            | Épisode 12                                                        |
| 2014  | MBC          | Show! Music Core                                  | V                     | Special MC         |                                                                   |
| 2014  | MBC Every1   | 100's Choice Best Ramen                           | J-Hope                | Invité             | Épisode 6                                                         |
| 2015  | SBS MTV      | Best of the Best                                  | V                     | Special MC         | 4 épisodes spécial avec Sujeong de Lovelyz                        |
| 2015  | Arirang TV   | After School Club                                 | Tous                  | Invités principaux | Épisode 158                                                       |
| 2015  | KBS World    | Hello Counselor                                   | V et RM               | Invités            | Épisode 223 avec Jessi, Lim Yo-hwan et Kim Kayeon                 |
| 2015  | SBS          | Star King                                         | V et RM               | Invités            | Épisode 413                                                       |
| 2015  | Arirang TV   | Simply K-Pop                                      | Tous                  | Invités            |                                                                   |
| 2015  | MBC Every1   | Idol Show                                         | Tous                  | Invités            | 2 Épisodes                                                        |
| 2015  |              | My Pet Clinic                                     | J-Hope, Jimin et V    | Invités            |                                                                   |
| 2015  | SBS          | Running Man                                       | RM                    | Invités            | Épisode 265                                                       |
| 2015  | TVN          | Problematic Men                                   | RM                    | MC                 | Épisodes 1 à 22                                                   |
| 2015  | MBC          | Idol Star Athletics Championships Chuseok Special | Tous                  | Réguliers          | Spécial Chuseok                                                   |
| 2015  | KBS2         | Crisis Escape No.1                                | Tous                  | Invités            |                                                                   |
| 2015  | MBC Every1   | Weekly Idol                                       | Tous                  | Invités            | Épisodes 203 et 229                                               |
| 2015  | Mnet         | Yaman TV                                          | Tous                  | Invités            | Épisodes 23 à 24                                                  |
| 2016  | Arirang TV   | After School Club                                 | Tous                  | Invités            | Épisode 191                                                       |
| 2016  | SBS          | Idol Survival Show : The Boss is Watching         |                       |                    |                                                                   |
| 2016  | MBC          | 2016 Idol Star Athletics Championships            | Tous                  | Réguliers          |                                                                   |
| 2016  | MBC          | Celebrity Bromance                                | V                     | Réguliers          | Épisodes 1 à 4 et un épisode spécial, avec Kim Min-jae            |
| 2016  | SBS          | Star King                                         | J-Hope et V           | Invités            | Épisode 433                                                       |
| 2016  | MBC          | Close-Up Observatory Diary on Idol                | RM                    | Invités            | 2 épisodes                                                        |
| 2016  | SBS          | Star King                                         | RM, J-Hope et Jimin   | Invités            | Épisodes 447 et 449                                               |
| 2016  | SBS          | The Boss is Watching                              | Tous                  | Invités            | Épisode 1                                                         |
| 2016  | MBC          | Celebrity Bromance                                | Jungkook              | Régulier           | Épisodes 35 à 39, avec Lee Min-woo                                |
| 2016  | MBC          | Duet Song Festival                                | RM                    | Invités            | Épisode 13                                                        |
| 2016  | MBC          | Star Show 360                                     | Tous                  | Invités            | Épisode 8                                                         |
| 2016  | MBC          | King of Masked Singer                             | Jungkook              | Concurrent         | Épisodes 71 et 72                                                 |
| 2017  | MBC          | 2017 Idol Star Athletics Championships            | Tous                  | Régulier           |                                                                   |
| 2017  | SBS          | Law of the Jungle                                 | Jin                   | Invités            | Épisodes 247 à 251                                                |
| 2017  | MBC          | King of Masked Singer                             | Jimin                 | Invités            | Épisode 94                                                        |
| 2017  | Mnet         | New Yang Nam Show                                 | Tous                  | Invités            | Épisode 1                                                         |
| 2017  | TV Chosun    | Idol Party                                        | Tous                  | Invités            | Épisode 11                                                        |
| 2017  | KBS World    | Hello Counselour                                  | Jin et Jimin          | Invités            | Épisode 316                                                       |
| 2017  | JTBC         | Knowing Bros                                      | Tous                  | Invités            | Épisode 94                                                        |
| 2017  | JTBC         | Let's Eat Dinner Together                         | Jin et Jungkook       | Invités            | Épisode 50                                                        |
| 2017  | JTBC         | Please Take Care of My Refrigerator               | Jin et Jimin          | Invités            | Épisodes 152 et 153                                               |
| 2017  | NBC          | The Ellen DeGeneres Show                          | Tous                  | Invités            | Premier talk-show américain                                       |
| 2017  | ABC          | Jimmy Kimmel Live!                                | Tous                  | Invités            |                                                                   |
| 2017  | CBS          | The Late Late Show with James Corden              | Tous                  | Invités            |                                                                   |
| 2018  | NTV          | Pon!                                              | Jimin et J-Hope       | Invités            |                                                                   |
| 2018  | NHK          | Songs                                             | Tous                  | Invités            |                                                                   |
| 2018  | NBC          | The Ellen DeGeneres Show                          | Tous                  | Invités            |                                                                   |
| 2018  | CBS          | The Late Late Show with James Corden              | Tous                  | Invités            |                                                                   |
| 2020  | Mnet         | I-land                                            | Tous                  | Invités            |                                                                   |
| 2021  | KBS          | Let's BTS                                         | Tous                  |                    |                                                                   |
| 2021  | DSTV         | You Quizz On The Block                            | Tous                  | invités            | Épisodes 99 et 100                                                |
| 2022  | JTBCDisney + | In The Soop: Friendcation                         | V                     |                    | 4 épisodes avec Park Seojun, Peakboy, Choi Wooshik, Park Hyungsik |
| 2022  | Youtube      | Nothing Much Prepared                             | Jin                   | Invité             | Épisode 13                                                        |

| Année | Chaîne | Saison | Titre                                                                                        | Date de diffusion | Casting |
| ----- | ------ | ------ | -------------------------------------------------------------------------------------------- | ----------------- | ------- |
| 2021  | JTBC   | 2      | In the soop BTS ver. episode 1: Again IN THE SOOP                                            | 15 Octobre        | BTS     |
| 2021  | JTBC   | 2      | In the soop BTS ver. episode 2: Fly to "IN THE SOOP" with BTS                                | 22 Octobre        | BTS     |
| 2021  | JTBC   | 2      | In the soop BTS ver. episode 3: The most beautiful moment in life, Around the table together | 29 Octobre        | BTS     |
| 2021  | JTBC   | 2      | In the soop BTS ver. episode 4: BTS UNIVERSE                                                 | 5 Novembre        | BTS     |

### Émissions V Live
V Live est une application mobile et un site web où les idoles sud-coréennes postent des émissions de divertissement et diffusent des vidéos en direct. La chaîne de BTS est la plus suivie et comptabilise plus de dix-neuf millions d'abonnés.
- indique que la vidéo est disponible uniquement sur la chaîne V Live + de BTS.

### Émissions Weverse
| Année | Saison | Titre                                                                                        | Date de Diffusion | Casting |
| ----- | ------ | -------------------------------------------------------------------------------------------- | ----------------- | ------- |
| 2021  | 2      | In the soop BTS ver. episode 1: Again IN THE SOOP                                            | 15 Octobre        | BTS     |
| 2021  | 2      | Behind the scenes episode 1                                                                  |                   | BTS     |
| 2021  | 2      | In the soop BTS ver. episode 2: Fly to "IN THE SOOP" with BTS                                | 22 Octobre        | BTS     |
| 2021  | 2      | Behind the scenes episode 2                                                                  |                   | BTS     |
| 2021  | 2      | In the soop BTS ver. episode 3: The most beautiful moment in life, Around the table together | 29 Octobre        | BTS     |
| 2021  | 2      | Behind the scenes episode 3                                                                  |                   | BTS     |
| 2021  | 2      | In the soop BTS ver. episode 4: BTS UNIVERSE                                                 | 5 Novembre        | BTS     |
| 2021  | 2      | Behind the scenes episode 4                                                                  |                   | BTS     |
| 2021  | 2      | In the soop BTS ver. episode 5: Permission to BTS                                            | 12 Novembre       | BTS     |
| 2021  | 2      | Behind the scenes episode 5                                                                  |                   | BTS     |
| 2021  | 2      | In the soop BTS ver. Saison 2 SPECIAL                                                        | 19 Novembre       | BTS     |

### BTS: Burn the Stage

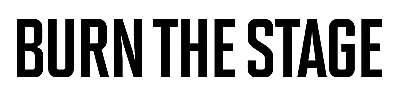
Logo du documentaire Burn the Stage.

Le 14 mars 2018, Big Hit Entertainment annonce que le documentaire BTS: Burn the Stage sera une exclusivité YouTube Premium et consistera en une série de huit épisodes, dont les deux premiers sont prévus pour le 28 mars 2018. Tourné durant plus de 300 jours durant le 2017 BTS Live Trilogy Episode III (Final Chapter): The Wings Tour, ce documentaire dévoile BTS face aux épreuves physiques et mentales de leur tournée. Un premier trailer sort le 14 mars puis un deuxième sort le 20 mars 2018.
Les deux premiers épisodes sortent le 28 mars 2018 avec le premier accessible gratuitement et le deuxième disponible seulement pour les membres de YouTube Premium.
| N° | Titre                       | Date de sortie | Accessibilité |
| -- | --------------------------- | -------------- | ------------- |
| 1  |                             | 28 mars 2018   | Gratuit       |
| 2  | You already have the answer | 28 mars 2018   | Payant        |
| 3  | Just give me a smile        | 4 avril 2018   | Payant        |
| 4  | It's on you and I           | 11 avril 2018  | Payant        |
| 5  | I can't stop                | 18 avril 2018  | Payant        |
| 6  | Moonchild                   | 25 avril 2018  | Payant        |
| 7  | Best of Me                  | 2 mai 2018     | Payant        |
| 8  | I Need You                  | 9 mai 2018     | Payant        |

### Films
- 2018 : Burn the Stage: The Movie
- 2019 : BTS World Tour: Love Yourself in Seoul
- 2019 : Bring the Soul: The Movie
- 2020 : Break the Silence: The Movie

### Summer PackagesetWinter Packages
Les Summer Packages sortent chaque année depuis 2014. Les membres du groupe vont dans une ville, prennent des photos et des vidéos pour le CD du package.
- 2014 : BTS Summer Package 2014 1st Anniversary
- 2015 : BTS Summer Package 2015 in Kota Kinabalu
- 2016 : BTS Summer Package 2016 in Dubai
- 2017 : BTS Summer Package 2017 in Palawan
- 2018 : BTS Summer Package 2018 in Saipan
- 2019 : BTS Summer Package 2019 in Jeonju

Les Winter Packages remplace les Summer Packages.
- 2020: BTS Winter Package 2020 in Helsinki
- 2021: BTS Winter Package 2021 in Gangwon

## Expositions

### Sud-coréennes
- 2015 : Butterfly Dream: BTS Open Media Exhibition

### Mondiales
- 2018-2019 : BTS Exhibition: 24/7=Serendipity (Five, Always)
- 2020 : Connect, BTS

## Récompenses et nominations

### Liste des Daesang (Grands Prix) remportés
| Année | Cérémonie               | Travail nommé                                    | Titre                             | Réf.    |
| ----- | ----------------------- | ------------------------------------------------ | --------------------------------- | ------- |
| 2016  | MelOn Music Awards      | The Most Beautiful Moment in Life: Young Forever | Album de l'année                  | [ 165 ] |
| 2016  | Mnet Asian Music Awards | BTS                                              | Groupe Hotels Combined de l'année | [ 166 ] |
| 2017  | Mnet Asian Music Awards | BTS                                              | Groupe Qoo10 de l'année           | [ 167 ] |
| 2017  | MelOn Music Awards      | Spring Day                                       | Song of the Year                  | [ 168 ] |
| 2017  | MelOn Music Awards      | BTS                                              | Global Artist Award               | [ 169 ] |
| 2018  | Golden Disc Awards      | Love Yourself: Her                               | Disk Daesang                      | [ 170 ] |
| 2018  | Seoul Music Awards      | BTS                                              | Daesang Award                     | [ 171 ] |
| 2018  | Korean Music Awards     | BTS                                              | Musician of the Year              | [ 172 ] |
| 2019  | Mnet Asian Music Awards | BTS                                              | Groupe de l'année                 | [ 173 ] |
| 2019  | Mnet Asian Music Awards | BTS                                              | Icon of the Year                  | [ 173 ] |
| 2019  | Mnet Asian Music Awards | Map of the Soul : Persona                        | Album of the Year                 | [ 173 ] |
| 2019  | Mnet Asian Music Awards | Boy With Luv                                     | Song of the Year                  | [ 173 ] |
| 2019  | MelOn Music Awards      | BTS                                              | Groupe de l'année                 | [ 173 ] |
| 2019  | MelOn Music Awards      | Boy With Luv                                     | Song of the Year                  | [ 173 ] |
| 2019  | MelOn Music Awards      | Map of the Soul: Persona                         | Album of the Year                 | [ 173 ] |
| 2019  | MelOn Music Awards      | Map of the Soul: Persona                         | Record of the Year                | [ 173 ] |
| 2019  | The Fact Music Awards   | BTS                                              | Daesang Award                     |         |
| 2019  | Golden Disc Awards      | Love Yourself: Answer                            | Disc Daesang                      |         |
| 2019  | Korean Music Awards     | BTS                                              | Musician of the Year              |         |
| 2020  | MelOn Music Awards      | BTS                                              | Groupe de l'année                 | [ 174 ] |
| 2020  | MelOn Music Awards      | Map of the Soul: 7                               | Album of the Year                 | [ 174 ] |
| 2020  | MelOn Music Awards      | Dynamite                                         | Song of the Year                  | [ 174 ] |
| 2020  | MelOn Music Awards      | Dynamite                                         | Record of the Year                | [ 174 ] |
| 2020  | Mnet Asian Music Awards | Dynamite                                         | Song of the Year                  | [ 174 ] |
| 2020  | Mnet Asian Music Awards | BTS                                              | Icône mondiale de l'année         | [ 174 ] |
| 2020  | Mnet Asian Music Awards | BTS                                              | Groupe de l'année                 | [ 174 ] |
| 2020  | Mnet Asian Music Awards | Map of the Soul: 7                               | Album de l'année                  | [ 174 ] |
| 2020  | The Fact Music Awards   | BTS                                              | Daesang Award                     |         |
| 2020  | Golden Disc Awards      | Boy with Luv                                     | Digital Daesang                   |         |
| 2020  | Golden Disc Awards      | Map of the Soul: Persona                         | Disc Daesang                      |         |
| 2021  | MelOn Music Awards      | Butter                                           | Song of the Year                  |         |
| 2021  | Mnet Asian Music Awards | BTS                                              | Groupe TikTok de l'année          |         |
| 2021  | Mnet Asian Music Awards | Butter                                           | Chanson TikTok de l'année         |         |
| 2021  | Mnet Asian Music Awards | BE                                               | Album TikTok de l'année           |         |
| 2021  | Mnet Asian Music Awards | BTS                                              | Icône mondiale TikTok de l'année  |         |
| 2021  | The Fact Music Awards   | BTS                                              | Daesang Award                     |         |
| 2021  | Golden Disc Awards      | Map of the Soul: 7                               | Album de l'année                  |         |
| 2022  | The Fact Music Awards   | BTS                                              | Grand Prize                       |         |
| 2022  | Mnet Asian Music Awards | BTS                                              | Groupe de l'année                 |         |
| 2022  | Mnet Asian Music Awards | PROOF                                            | Album Of The Year                 |         |
| 2022  | Mnet Asian Music Awards | BTS                                              | Worldwide Icon of the Year        |         |

## Fans
La communauté des fans du groupe BTS s’est regroupée sous l’appellation "ARMY" (hangeul: 아미), sigle de Adorable Representative MC for Youth (« adorables chefs de file représentatifs pour la jeunesse »). Ce nom a été attribué par le groupe sur leur compte Twitter le 9 juillet 2013. Army est un mot anglais siginifiant « armée ».